# Avellino megye
Avellino (olaszul: Provincia di Avellino, nápolyiul: Pruvincia 'e Avellino) Olaszország Campania régiójának egyik megyéje. Székhelye Avellino.

## Fekvése

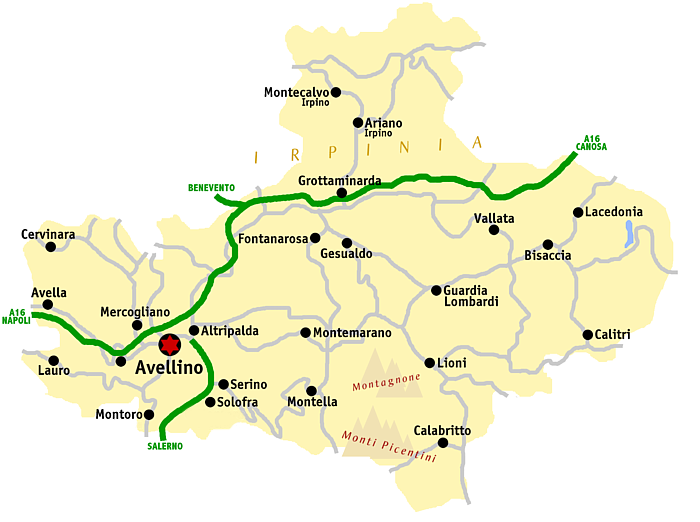
Avellino megye

Avellino megye Campania régió keleti részében fekszik, az Appenninek vidékén, területének nagy része hegy- és dombvidék. Nincs kijárata a tengerre.
Északon Benevento és Foggia megyék, keleten a Basilicata régióhóz tartozó Potenza megye, délen Salerno megye, nyugaton pedig Nápoly megye határolja.
A megye területének déli része mélyen benyúlik a Picentini-hegység területére.
Legnagyobb folyói a Calore Irpino illetve az Ufita.
A megye Olaszország egyik tektonikailag legaktívabb területén fekszik, emiatt nagyon gyakoriak az erős földrengések. Az utolsó nagyméretű, a Richter-skála szerinti 7-es fokozatú földrengés 1980. november 23-án következett be. Epicentruma Conza della Campania mellett volt. Kb. 3000 halálos áldozatot követelt és több százezer lakos maradt fedél nélkül.

## Fő látnivalók
- az ősi Abellinum romjai Atripalda városa mellett
- a Montevergine-szentély Mercogliano mellett a Partenio-hegységben
- Bagnoli Irpino fürdői
- Fontanarosa óvárosa
- a Lacedonia melletti, az Ofanto folyón épített gyűjtőtó
- Taurano római régészeti leletei

## Községei(comuni)
| Aiello del Sabato | Cassano Irpino           | Lacedonia         | Montoro Inferiore         | Salza Irpina              | Sorbo Serpico          |
| Altavilla Irpina  | Castel Baronia           | Lapio             | Montoro Superiore         | San Mango sul Calore      | Sperone                |
| Andretta          | Castelfranci             | Lauro             | Morra De Sanctis          | San Martino Valle Caudina | Sturno                 |
| Aquilonia         | Castelvetere sul Calore  | Lioni             | Moschiano                 | San Michele di Serino     | Summonte               |
| Ariano Irpino     | Cervinara                | Luogosano         | Mugnano del Cardinale     | San Nicola Baronia        | Taurano                |
| Atripalda         | Cesinali                 | Manocalzati       | Nusco                     | San Potito Ultra          | Taurasi                |
| Avella            | Chianche                 | Marzano di Nola   | Ospedaletto d’Alpinolo    | San Sossio Baronia        | Teora                  |
| Avellino          | Chiusano di San Domenico | Melito Irpino     | Pago del Vallo di Lauro   | Santa Lucia di Serino     | Torella dei Lombardi   |
| Bagnoli Irpino    | Contrada                 | Mercogliano       | Parolise                  | Santa Paolina             | Torre Le Nocelle       |
| Baiano            | Conza della Campania     | Mirabella Eclano  | Paternopoli               | Sant’Andrea di Conza      | Torrioni               |
| Bisaccia          | Domicella                | Montaguto         | Petruro Irpino            | Sant’Angelo a Scala       | Trevico                |
| Bonito            | Flumeri                  | Montecalvo Irpino | Pietradefusi              | Sant’Angelo all’Esca      | Tufo                   |
| Cairano           | Fontanarosa              | Montefalcione     | Pietrastornina            | Sant’Angelo dei Lombardi  | Vallata                |
| Calabritto        | Forino                   | Monteforte Irpino | Prata di Principato Ultra | Santo Stefano del Sole    | Vallesaccarda          |
| Calitri           | Frigento                 | Montefredane      | Pratola Serra             | Savignano Irpino          | Venticano              |
| Candida           | Gesualdo                 | Montefusco        | Quadrelle                 | Scampitella               | Villamaina             |
| Caposele          | Greci                    | Montella          | Quindici                  | Senerchia                 | Villanova del Battista |
| Capriglia Irpina  | Grottaminarda            | Montemarano       | Rocca San Felice          | Serino                    | Volturara Irpina       |
| Carife            | Grottolella              | Montemiletto      | Roccabascerana            | Sirignano                 | Zungoli                |
| Casalbore         | Guardia Lombardi         | Monteverde        | Rotondi                   | Solofra                   |                        |